# 藤掛文平
藤掛 文平（ふじかけ ぶんぺい、1856年9月10日（安政3年8月12日） - 1920年（大正9年）1月30日）は、明治から大正時代の政治家。薬剤師。衆議院議員。

## 経歴
美濃国可児郡、のちの岐阜県可児郡兼山町（現可児市）出身。東京薬学校を卒業し、薬剤師として薬種問屋および各種薬品の製造販売業を営む。
区長、戸長、岐阜県会議員を歴任した。1902年（明治35年）8月の第7回衆議院議員総選挙では岐阜県郡部から出馬し当選。衆議院議員を1期務めた。